# ناقصة ثؤلولية
ناقصة ثؤلولية (الاسم العلمي:Amorpha verrucosa) هو نوع من النباتات يتبع جنس الناقصة من فصيلة البقولية.